# Lutter & Wegner
Lutter & Wegner ist ein Gastronomiebetrieb und eine Sektkellerei im Berliner Ortsteil Mitte. Die Einrichtung stammt aus dem Beginn des 19. Jahrhunderts. Nach einer Unterbrechung der Geschäftstätigkeit von rund 50 Jahren residiert das Unternehmen seit 1997 erneut am Gendarmenmarkt.

## Geschichte

### 1780–1990

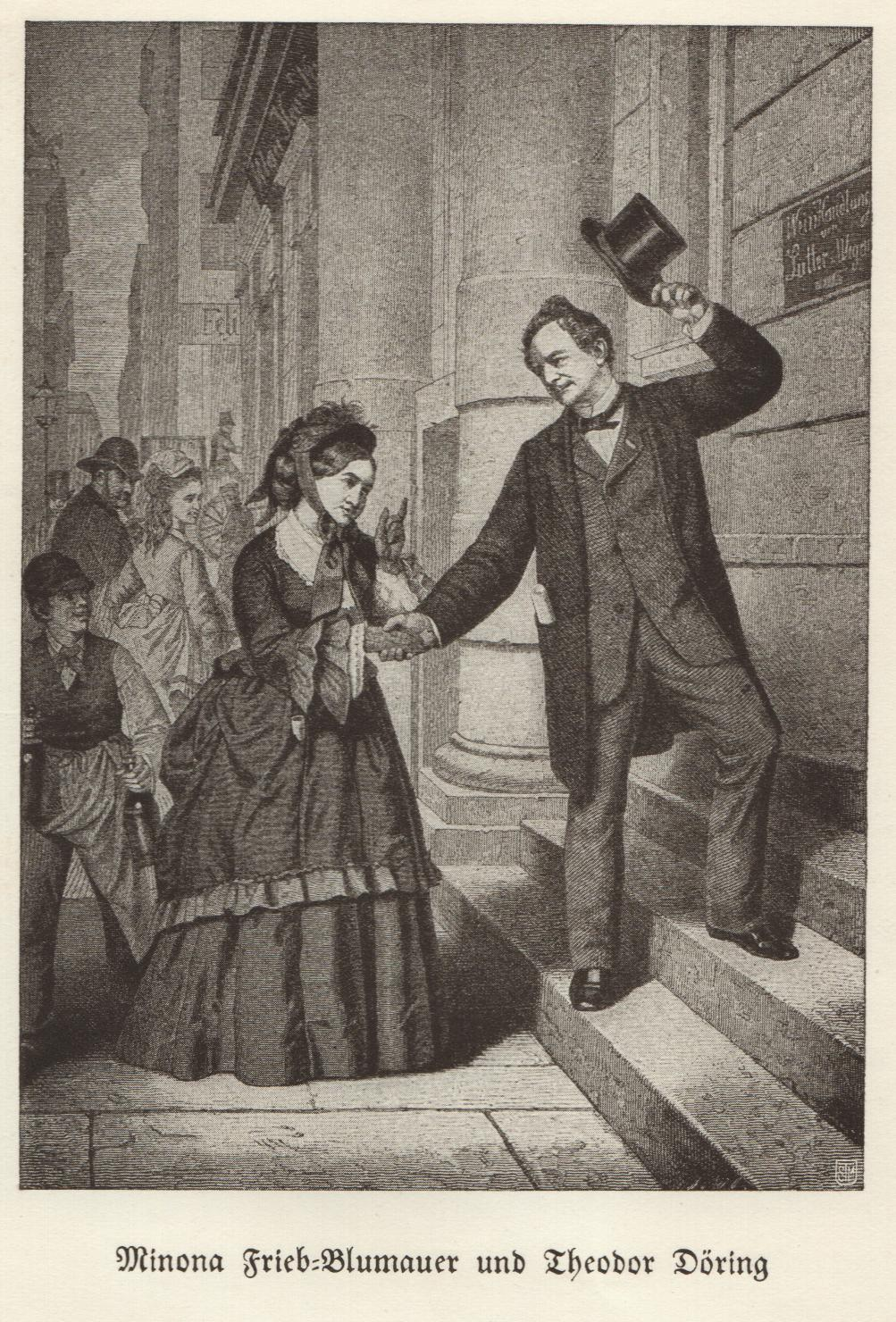
M. Frieb-Blumauer und T. Döring an der Lutter & Wegner’schen Weinhandlung in Berlin; 1870er Jahre

Das Bürgerhaus an der Charlottenstraße 49 wurde um 1780 vermutlich vom Architekten Carl von Gontard errichtet. 1806/1807 zog hier der Weinhändler Christian Sigismund Trenck ein und eröffnete eine Weinhandlung. Die Kaufleute Johann Christoph Lutter und August Friedrich Wegner pachteten das Lokal im Erdgeschoss und eröffneten es am 15. August 1811, das rasch erfolgreich wurde. 1818 konnten Lutter und Wegner das Restaurant kaufen und betrieben es unter ihrem gemeinsamen Namen. Christoph Lutter wurde ab 1827 Alleineigentümer. Das Lokal besaß ein einladendes säulengeschmücktes Portal. Im Souterrain befand sich der 1835 eingerichtete Weinkeller, der einen guten Ruf genoss. In diesem Keller lagerten Schaumweine und kostbare Rot- und Weißweine aus bekannten Anbaugebieten. Das Lokal war auch Stammkneipe von E. T. A. Hoffmann und seinen Serapionsbrüdern, das wiederum Kulisse für die Oper Hoffmanns Erzählungen von Jacques Offenbach wurde.
Ein weiterer Stammgast war der Hofschauspieler Ludwig Devrient. – ein „Herzbruder“ E.T.A. Hoffmanns. Der Geschichte zufolge kam Devrient 1825 eines Abends nach der Aufführung von Heinrich IV. im benachbarten Königlichen Schauspielhaus mit seinem Gefolge ins Weinlokal. Er soll zum Kellner gerufen haben: „Bring er mir Sekt, Schurke!“ Dem Kellner war jedoch nicht ganz klar, was er damit meinte, Devrient bezog sich wahrscheinlich auf Shakespeares Begriff für Sherry, Sack (sæk). Er brachte ihm vorsichtshalber Schaumwein, den Devrient dort immer gern trank. Die Stammgäste übernahmen daraufhin den Begriff Sect.

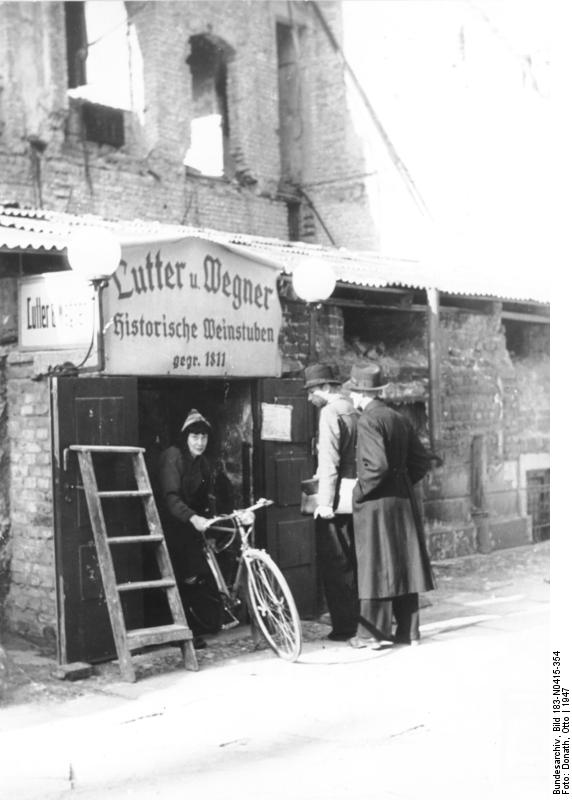
Nach der Zerstörung wurde Lutter & Wegner 1947 wieder notdürftig geöffnet

Im Laufe der Zeit kamen ständig weitere Gäste dazu. Otto von Bismarck verkehrte im Lutter & Wegner, genauso wie Prinz Friedrich Wilhelm von Preußen. Aufgrund der hohen Qualität der Produkte und der Verdienste wurde 1851 Lutter & Wegner zum Hoflieferanten für den preußischen Adel ernannt. Außer Schauspielern und Politikern gehörten weitere Persönlichkeiten wie Heinrich Heine, Christian Dietrich Grabbe, Adelbert von Chamisso, Carl Maria von Weber, Friedrich Feuerbach, Georg Wilhelm Friedrich Hegel, Friedrich de la Motte Fouqué, Willibald Alexis und viele andere zu den Besuchern des Weinkellers. Das Lokal wurde zu einem bedeutenden Treffpunkt ähnlich den Literarischen Salons. In einem Dokument des Jahres 1837 tauchte sogar der Begriff des „Lutter-und-Wegner-Zeitalters“ auf.
Der Erste Weltkrieg und die darauf folgende Nachkriegszeit hatten keine großen Geschäftseinbußen zur Folge. In den „Goldenen Zwanziger Jahren“ war das Lokal ein regelrechter Treffpunkt von Dichtern und Künstlern. Nach den Premieren kamen die Regisseure und Schauspieler oder von den Theatern und Cabarets die Stars. Das Gästebuch verzeichnete unter anderem Josephine Baker, Marlene Dietrich, die Tiller Girls, Claire Waldoff und Friedrich Hollaender.
Das Unternehmen konnte allerdings den Zweiten Weltkrieg und die Bombenzerstörungen auf Berlin nicht überleben. Das Haus erlitt 1944 direkte Treffer und wurde komplett zerstört. Die Weinstube im Keller war nach 1945 noch in Betrieb, musste jedoch bald den Ausschank einstellen. Die Berliner hatten nun kaum Geld oder Zeit für Restaurantbesuche. Ein geplanter Wiederaufbau des zerstörten Hauses erfolgte nicht, sodass bald der Name Lutter & Wegner in Vergessenheit geriet. Die Ruinen des Hauses mitsamt dem historischen Keller wurden bei der Wiederherstellung des früheren Gendarmenmarktes ab 1975, der nun Platz der Akademie hieß, komplett abgerissen.

### 1990 bis in die Gegenwart

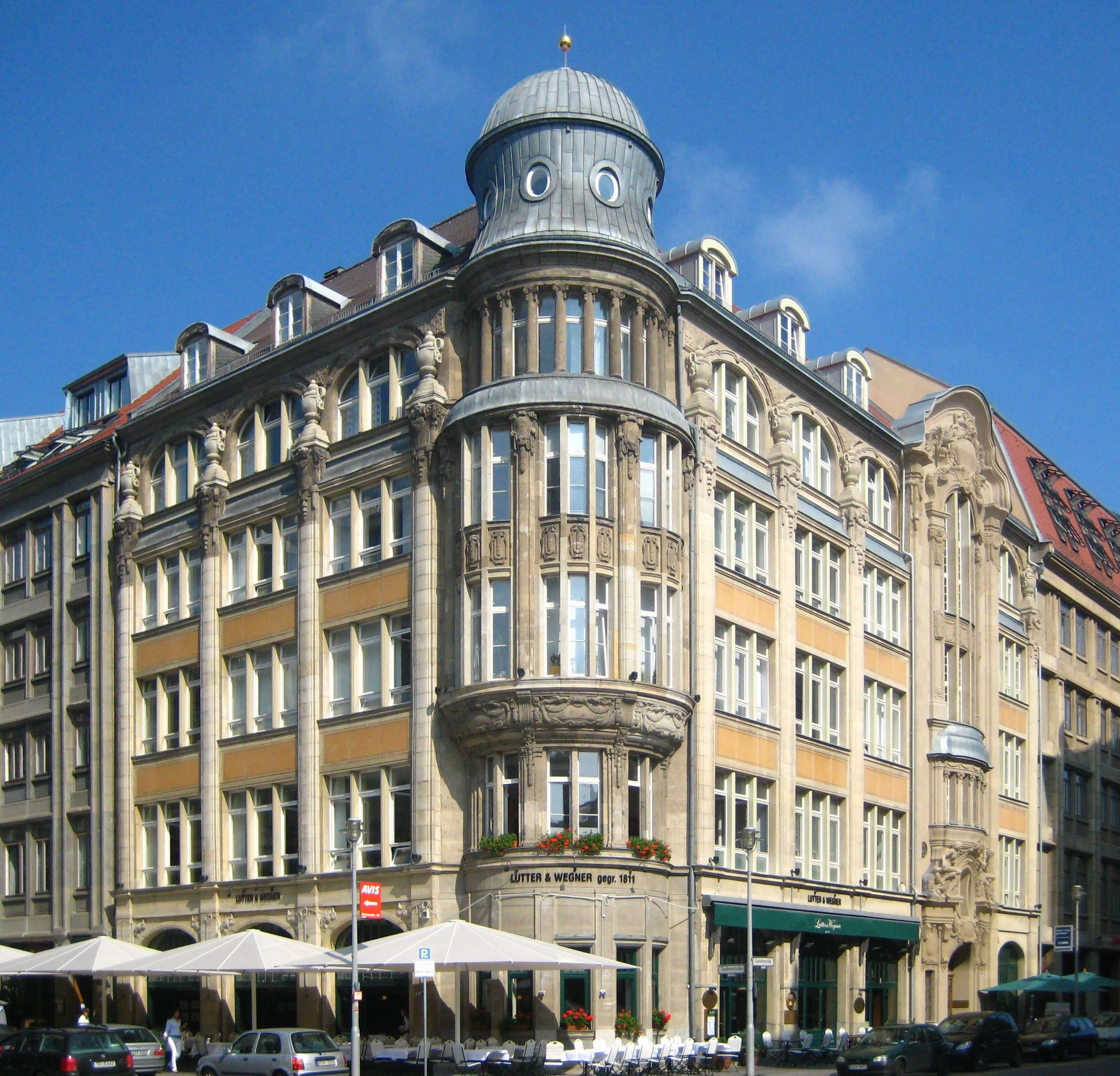
Heutiger Standort von Lutter & Wegner am Gendarmenmarkt seit 1997

Das Areal des Hauses Charlottenstraße 49 wurde nach der politischen Wende, Anfang der 1990er Jahre, von einem Privatinvestor erworben, der hier ein Fünf-Sterne-Hotel errichten ließ. Bei den Fundamentvorbereitungen stießen Archäologen 1993 im Keller des Hauses auf ein umgestürztes Regal. Durch den Brand geschädigtes silbernes Tafelgeschirr, Gläser und Bestecke konnten geborgen werden. Teile davon werden im Neuen Museum ausgestellt.
Nachdem 1995 ein Lokal unter dem Traditionsnamen in Charlottenburg von Insolvenz bedroht war, übernahm der Gastronom Josef Laggner zusammen mit einem Partner das West-Berliner Lutter & Wegner. 1997 verlegten sie den Sitz an den Standort Charlottenstraße 56 Ecke Taubenstraße – in die Nähe des historischen Lokals. Das Gebäude war der Sitz der ehemaligen Handelsstätte Friedrichstadt aus dem Jahr 1906. In einem Vorgängerbau hatte E. T. A. Hoffmann von 1815 bis zu seinem Tod 1822 gewohnt. Hier befand sich noch in den 1970er Jahren eine Gedenktafel mit folgender Inschrift:

„Der Schriftsteller Kammergerichtsrat Ernst Theodor Wilhelm Hoffmann wohnte herselbst vom Juli 1815 bis zu seinem am 25. Juni 1822 erfolgten Tode.“

Auf der Bronzetafel war ein Porträt von Hoffmann zu sehen. Das 1997 am neuen Standort eröffnete Traditionslokal bietet 80 Personen Platz und besitzt einen begrünten Innenhof mit Terrasse. Das Interieur entwarf der Architekt Hans Kollhoff. Den Gästen wird eine Auswahl von mehr als 700 – meist hochwertigen – Weinen bei gehobener Gastronomie geboten.
Weitere Lokale von Lutter & Wegner in Berlin befinden sich in Charlottenburg und am Potsdamer Platz beim Sony-Center. Lutter & Wegner wurde auch in Mannheim, München, Hamburg, dem Ostseebad Heringsdorf, Bad Gastein sowie in Remagen am Rolandsbogen, Leipzig und Osnabrück eröffnet.
Die Sektkellerei Lutter & Wegner Sektkellerei GmbH wurde 1960 von der Söhnlein Rheingold Sektkellerei übernommen, die wiederum 1987 mit Henkell & Co. fusionierte; Lutter & Wegner wird als Marke weiterbetrieben.